# Charles Erskine
Charles Erskine (Roma, 13 de fevereiro de 1739 - Paris, 20 de março de 1811) foi um cardeal do seculo XX.

## Biografia
Nasceu em Roma em 13 de fevereiro de 1739. De uma família escocesa-italiana aparentada com a casa real de Stuart; seu avô era conde de Kellie e Mar. Filho de Colin Erskine (1705-1740), pintor escocês, da família dos condes de Erskine, e Agata Gigli (1711-1786), de uma família nobre de Anagni. Seu sobrenome também está listado como Erskine de Kellie.
Foi colocado sob a proteção do cardeal Henrique Benedito Stuart, duque de York, estudou no Pontificio Collegio Scozzese , Roma, 1748-1753; e mais tarde, na Universidade La Sapienza, Roma ( doutorado em direito, 1770)..
Ele primeiro exerceu como advogado. Recebeu um benefício eclesiástico em 1776. Em 1780, tornou-se auditor do Príncipe Chigi. Pró-auditor de Sua Santidade e promotor da fé nas causas de canonização (advogado do diabo), 1782. Cânone da patriarcal basílica vaticana, 1782. Nomeado, em julho de 1783, juiz do Tribunal da Assinatura Apostólica da Graça. Prelado doméstico de Sua Santidade, 1783. Decano do colégio dos advogados consistoriais, 1783. Recebeu o subdiaconato em 28 de agosto de 1783. Súdito britânico, foi enviado em 1793 à Inglaterra em missão semi-oficial (de natureza mais política que religiosos), no quadro de uma aliança anti-francesa; ele chegou em 13 de novembro. Ele deveria tentar melhorar a situação interna da Igreja, bem como obter a completa emancipação política dos católicos e o restabelecimento das relações diplomáticas; resolver as divergências existentes entre os vigários apostólicos e os leigos; e obter a proteção da Coroa para o clero francês exilado pela Revolução. Auditor de Sua Santidade em fevereiro de 1794. Aceitou, em junho de 1795, os poderes de enviado extraordinário para representar a Santa Sé em eventual congresso das Potências unidas contra a França (que não ocorreu). Ele compôs a oração fúnebre do Papa Pio VI na época de uma missa comemorativa celebrada em Londres em 16 de novembro de 1799, a primeira para um pontífice romano desde a Reforma. Atuou também como agente financeiro da SC da Propaganda Fide, após a supressão desta congregação pelos franceses, e participou da execução da concordata (que considerou generosa demais para a França), pedindo a renúncia dos bispos franceses residentes na Inglaterra (conseguiu convencer cinco dos quatorze bispos). Ele deixou Londres em 12 de dezembro de 1801 e voltou para a Itália, enquanto passava por Paris, onde estava no momento da aprovação da concordata pelos órgãos legislativos franceses em abril de 1802; ele chegou a Roma em 1º de outubro de 1802..
Criado cardeal e reservado in pectore no consistório de 23 de fevereiro de 1801; publicado no consistório de 17 de janeiro de 1803; recebeu chapéu vermelho, 20 de janeiro de 1803; e a diaconia de S. Maria in Portico Campitelli, 28 de março de 1803..
Recebeu o diaconato em 22 de janeiro de 1804. Interessou-se particularmente pelos assuntos da Grã-Bretanha e Irlanda. Protetor da Escócia e do Pontificio Collegio Scozzese, Roma. Pró-secretário dos Breves Apostólicos, 14 de setembro de 1808. Quando os franceses invadiram Roma em 1808, ele foi confinado no Palácio Quirinale com o Papa Pio VII e quando este foi feito prisioneiro, o cardeal foi libertado, mas sua propriedade foi confiscado e ele teria sido reduzido à pobreza total se seus parentes protestantes não tivessem lhe dado uma mesada. Em 1809, o imperador Napoleão I Bonaparte ordenou que ele fosse para Paris, apesar de sua saúde debilitada (sofria de reumatismo lombar). Forçado a deixar Roma, em 2 de janeiro de 1810. Ele esteve presente no casamento civil do imperador Napoleão I, mas não no casamento religioso no dia seguinte, alegando problemas de saúde. Ele era um jurista renomado, reconhecido pela sutileza de suas análises e seu domínio do latim;.
Morreu em Paris em 20 de março de 1811, de uma apoplexia, Paris. Exposto na igreja de Saint-Thomas d'Aquin, Paris, onde ocorreu o funeral; e sepultado na Abóbada III, no segundo vão do lado esquerdo, na igreja de Saint-Geneviève, atual Panteão, Paris.